# Royal Léopold Club Hornu
Maillots
Dernière mise à jour : avril 2025.
Le Royal Léopold Club Hornu est un club de football belge, basé à Hornu, dans le Hainaut. Le club est fondé en 1921 et porte le matricule 129. Au cours de son Histoire, il dispute 7 saisons dans les séries nationales, dont 3 au troisième niveau. Lors de la saison 2018-2019, il évolue en deuxième provinciale. Ses couleurs principales étaient le bleu et le jaune. Avec l'arrivée du nouveau président[Quand ?], le club adopte le bleu et le blanc pour ses futures tenues.

## Histoire
Un premier club de football est mis sur pied à Hornu et affilié à l'Union Belge dès 1918, mais est dissous peu après. Le Léopold Club Hornu est lui fondé en 1921, d'abord en tant qu'association omnisports, mais bien vite le club se consacre exclusivement au football. Il s'affilie également à l'Union Belge, qui le verse dans les divisions régionales du Hainaut. En décembre 1926, il reçoit le matricule 129.
Le club milite dans les séries régionales et provinciales jusqu'en 1946, année de sa première accession à la Promotion, alors troisième et dernier niveau national. L'expérience ne dure qu'une saison, le club étant relégué directement. En 1950, le club est de retour en nationales, et cette fois parvient à s'y maintenir. Le 13 juin 1951, il est reconnu « Société Royale », et adapte son appellation officielle en Royal Léopold Club Hornu. Au début de la saison suivante, la Fédération annonce une grande réforme des séries nationales, entraînant la réduction du nombre de clubs présents aux deuxième et troisième niveaux, et la création d'un quatrième niveau national, qui hérite du nom de Promotion. Le Léo finit cinquième dans sa série, à égalité de points avec le quatrième, La Louvière, mais il concède deux défaites de plus durant la saison. Or, seuls les quatre premiers de chaque série sont maintenus en Division 3, ce qui envoie le club hornutois un niveau plus bas.
Dans cette nouvelle Promotion, le club termine deux saisons dans la seconde moitié du classement, jusqu'à ce qu'une dernière place en 1955 le condamne à un retour en provinciales.  Le RLC Hornu y passe les quatre décennies suivantes, alternant entre la première et la deuxième provinciale. En 1996, le club remporte sa série de P2 et revient parmi l'élite provinciale. En fin de saison suivante, il remporte le tour final interprovincial et remonte en Promotion, 43 ans après l'avoir quittée. Ce retour est de courte durée, le club finissant bon dernier et directement renvoyé en première provinciale.
Par la suite, malgré quelques participations au tour final, le club ne parvient pas à revenir en Promotion et finit par chuter dans la hiérarchie provinciale. En 2013-2014, le RLC Hornu évolue en troisième provinciale mais remonte d'un étage à l'issue de la saison 2015-2016.
Lors de la saison 2018-2019, le club borain retrouve l'élite provinciale (P1) après avoir battu l'U.E. Estinnoise 2-1 au terme d'un test match disputé au stade du Tivoli, les deux formations ayant terminé en tête de classement de la saison régulière avec une égalité parfaite.

## Résultats dans les divisions nationales
Statistiques mises à jour au 21 juin 2013

### Bilan
| Niv | Divisions     | Jouées | Titres | TM Up | TM Down |
| --- | ------------- | ------ | ------ | ----- | ------- |
| I   | 1re nationale | 0      | 0      |       |         |
| II  | 2e nationale  | 0      | 0      |       |         |
| III | 3e nationale  | 3      | 0      |       |         |
| IV  | 4e nationale  | 4      | 0      |       |         |
| V   | 5e nationale  | 0      | 0      |       |         |
|     |               |        |        |       |         |
|     | TOTAUX        | 7      | 0      | 0     | 0       |

- TM Up : test-match pour départager des égalités, ou toutes formes de Barrages ou de Tour final pour une montée éventuelle.
- TM Down : test-match pour départager des égalités, ou toutes formes de Barrages ou de Tour final pour le maintien.

### Classements saison par saison
| Ordre               | Saison  | Nom du club | Niveau                 | Classement final | Remarques |
| ------------------- | ------- | ----------- | ---------------------- | ---------------- | --------- |
| 1                   | 1947-48 | LC Hornu    | Promotion (D3) série C | 14e/16           | Relégué!  |
| séries provinciales |         |             |                        |                  |           |
| 2                   | 1950-51 | LC Hornu    | Promotion (D3) série D | 12e/16           |           |
| 3                   | 1951-52 | RLC Hornu   | Promotion (D3) série A | 5e/16            | Relégué!  |
| 4                   | 1952-53 | RLC Hornu   | Promotion série D      | 12e/16           |           |
| 5                   | 1953-54 | RLC Hornu   | Promotion série C      | 10e/16           |           |
| 6                   | 1954-55 | RLC Hornu   | Promotion série B      | 16e/16           | Relégué!  |
| séries provinciales |         |             |                        |                  |           |
| 7                   | 1997-98 | RLC Hornu   | Promotion série A      | 16e/16           | Relégué!  |
| séries provinciales |         |             |                        |                  |           |